# Сермиде
Сермиде (итал. Sermide) је насеље у Италији у округу Мантова, региону Ломбардија.
Према процени из 2011. у насељу је живело 3599 становника. Насеље се налази на надморској висини од 11 м.

## Становништво
Према резултатима пописа становништва 2011. у општини је живело 6.262 становника.
| 1931.  | 1936.  | 1951.  | 1961. | 1971. | 1981. | 1991. | 2001. | 2011. |
| ------ | ------ | ------ | ----- | ----- | ----- | ----- | ----- | ----- |
| 10.192 | 10.572 | 11.052 | 8.981 | 7.610 | 7.338 | 7.008 | 6.486 | 6.262 |